# 1312 km (przystanek kolejowy w obwodzie królewieckim)
1312 km (ros. 1312 км) – przystanek kolejowy w miejscowości Nowo-Moskowskoje, w rejonie bagrationowskim, w obwodzie królewieckim, w Rosji. Położony jest na linii Królewiec – Mamonowo. Peron znajduje się jedynie przy torze szerokim.